# جکسون وانگ
جکسون وانگ (انگلیسی: Jackson Wang/چینی: 王嘉爾/زادهٔ ۲۸ مارس ۱۹۹۴) خواننده، مدل، هنرمند رقص، مجری، طراح مد، کارگردان و ورزشکار حرفه‌ای شمشیربازی (رشتهٔ سابر) اهل هنگ کنگ است. او در سال ۲۰۱۷ کمپانی خود را به نام تیم وانگ پایه‌گذاری کرد و فعالیت انفرادی خود را در چین آغاز کرد. شهرت او به دلیل توانایی بالا در رپ، رقص، موسیقی و همچنین شخصیت خونگرم و صدای منحصر به فرد اوست.
او همچنین یکی از اعضای گروه کره‌ای هفت نفرهٔ گات‌سون است.او از آیدول‌هایی است که توانایی صحبت کردن به چندین زبان مانند انگلیسی، کانتونی معیار، چینی استاندارد، شانگهایی، ژاپنی و کره ای را دارد…
جکسون متولد و بزرگ شدهٔ هنگ کنگ و عضو تیم ملی شمشیر بازی سابر این کشور بوده‌است. او در این رشتهٔ ورزشی در بازی‌های المپیک تابستانی جوانان ۲۰۱۰ رتبهٔ یازدهم را به دست آورد و در رقابت قهرمانی جوانان آسیا در سال ۲۰۱۱ مقام اول را اذعان خود کرد. او در سال ۲۰۱۱ بعد از قبول شدن در مصاحبهٔ خوانندگی به سئول؛ کرهٔ جنوبی آمد تا فعالیت خود را در زمینهٔ خوانندگی و عضو شدن در خانوادهٔ k-pop آغاز کند. او تقریباً بعد از دو سال آموزش دیدن در سال ۲۰۱۴ به عنوان عضوی از گروه گات سون با اجرای تک آهنگ 'girls girls girls' شروع به فعالیت کرد.

## فعالیت‌های شخصی
تیم وانگ (انگلیسی: TEAM WANG) این لیبل یا کمپانی در سال ۲۰۱۷ توسط جکسون وانگ در پکن چین تأسیس شد که اکنون در زمینهٔ موسیقی، رقص، تولید و مدیریت هنرمندان فعالیت می‌کند. جکسون وانگ همچنین در سال ۲۰۲۰ برند Team Wang Design را در شانگهای چین راه اندازی کرد و اکنون علاوه بر تیم وانگ در تیم وانگ دیزاین هم به عنوان مدیر و طراح خلاق در زمینه مد و فشن فعالیت می‌کند.
این برند با فلسفه و شعار " خودت را بشناس "، " تاریخ خودت را بساز" متجسم می‌شود که این شعار نگرش و تصویری جدید را برای عموم ایجاد کرد " مد فقط پوشیدن بهترین مارک نیست، یافتن سبک خود و اعتماد بنفس است که باعث شود حس و حال خوبی داشته باشیم ".

## زندگی‌نامه

### اوایل زندگی
جکسون متولد ۲۸ مارس سال ۱۹۹۴ در کولون تانگ؛ واقع در هنگ کنگ بریتانیااست. پدرش Wang Ruiji، عضو تیم ملی شمشیر بازی چین و دارنده مدال طلای بازی‌های آسیایی است. مادرش Zhou Ping؛ عضو تیم ملی ژیمیناستیک چین بوده‌است. جکسون تحت آموزش پدرش و مربیان دیگر؛ اموزش شمشیربازی خود را از ده سالگی آغاز کرد. او در دوران ورزشکاری خود چندین مدال و جایزه از جمله مقام اول مسابقات آسیایی ۲۰۱۱ جوانان را بدست آورده‌است. او تحصیل کردهٔ مدرسهٔ بین‌المللی آمریکا در هنگ کنگ است. او در سال ۲۰۱۱ در یک کمپانی استعدادیابی کره‌ای به نام "جی وای پی" کشف شد. این در حالی بود که به او بورسیه تحصیلی- ورزشی شمشیربازی در دانشگاه استندفورد پیشنهاد شده بود اما او به دلیل علاقه و رویایش به موسیقی و رقص بعد از قبول شدن در اودیشن "جی وای پی" این بورسیه تحصیلی را رد کرد. در نهایت در سال ۲۰۱۱ برای پیوستن به تمرینات و کارآموزی خود به سئول آمد و در سال ۲۰۱۴ در گروه کره ای به نام گات‌سون شروع به فعالیت کرد.